# ریگی (طایفه)
ایل ریگی 
(به بلوچی: ریکی) یکی از طوایف بلوچ در بلوچستان ایران و مرکز آنان در لادیز(میرجاوه) است. منشأ این قوم در اصل از ریگزارهای ناحیه واشک بلوچستان شرقی بوده که برای یافتن زمین‌های حاصلخیز به خاش (نام کهن بلوچی: «واش») مهاجرت کردند و به همین مناسبت به «ریگی» مشهور هستند. اولین اشاره در متون تاریخی مانند تاریخ بیهقی، برای نام این طایفه آمده است و بر این اساس بیشینه ۱۰۰۰ ساله دارد.
طایفه ریگی در بلوچستان در جایگاه سیاسی خوبی قرار دارد. و از نظر اقتصادی یکی از طوایف میانه‌رو هستند که در پاکستان، افغانستان، حوضه خلیج فارس و تعدای نیز در کشورهای اروپایی پراکندگی دارند.
بنا بر اقوال بزرگان آنها خود را از ایلی به نام «رِنْد بلوچ» و از نوادگان میر چاکر یکی از مردان اسطوره ای بلوچ می‌دانند.

## نام‌شناسی
عمده طوایف بلوچ از روی اسم جدشان یا منطقه زیستشان نامگذاری می‌شوند. مردم طایفه ریگی احتمالاً ابتدا در ریگزارهای ناحیه واشک (از لحاظ تاریخی جزئی از خاران بوده) در غرب بلوچستان شرقی زندگی می‌کردند و این لقب را گرفته‌اند. سپس برای یافتن زمین‌های حاصلخیز به منطقه سرحد بلوچستان مهاجرت کردند و خاش که آن موقع مرکز سرحد بود اسکان یافتند.

## پراکندگی
طایفه ریگی درناحیه ای بین دامنهٔ شمالی کوه تفتان تاهلمند سکونت دارند، مرکزعمدهٔ آن‌ها لادیز است، که حدودآن عبارت است: ازسمت مغرب خط دزآپ شورگز وازسمت جنوب خط شورگز- کوه تفتان، ریگ ملک وازشمال شرقی بلوچستان پاکستان منتهی می‌شود.
همچنین در سیستان (زابل، دوست محمد، لوتک و..) و در سرحد (خاش، میرجاوه، زاهدان) و در مکران (ایرانشهر، سراوان، گشت، سرباز) و در کرمان (ریگان، بم، قلعه گنج، رودبار) و در خراسان و هرمزگان سکونت دارند.
مرکز طایفه ریگی منطقه لادیز و اطراف آن می‌باشد
که قدیمی‌ترین آثار زندگی انسانها در ایران که بیش از یکصد هزار سال قدمت دارد و مربوط به عصر یخبندان و دوران نو سنگی می‌باشد در آن کشف شده است که نشان از مدینیت و پیشینه تاریخی این منطقه دارد. در تحقیقاتی که در سال ۱۳۴۴ پیرامون منطقه بلوچستان به وسیله دانشگاه مینه سوتا به سرپرستی گاری هیوم در رودخانه لادیز صورت گرفت ابزارها و دست ساخته‌های بشری پیدا شد که قدمت کهن داشتند و برای اولین بار در لادیز دیده شدند. این مجموعه در ادبیات باستانی به لادیزین مشهور شده است.
در پاکستان، افغانستان، حوضه خلیج فارس و تعدای نیز در کشورهای اروپایی هستند.

## تاریخ

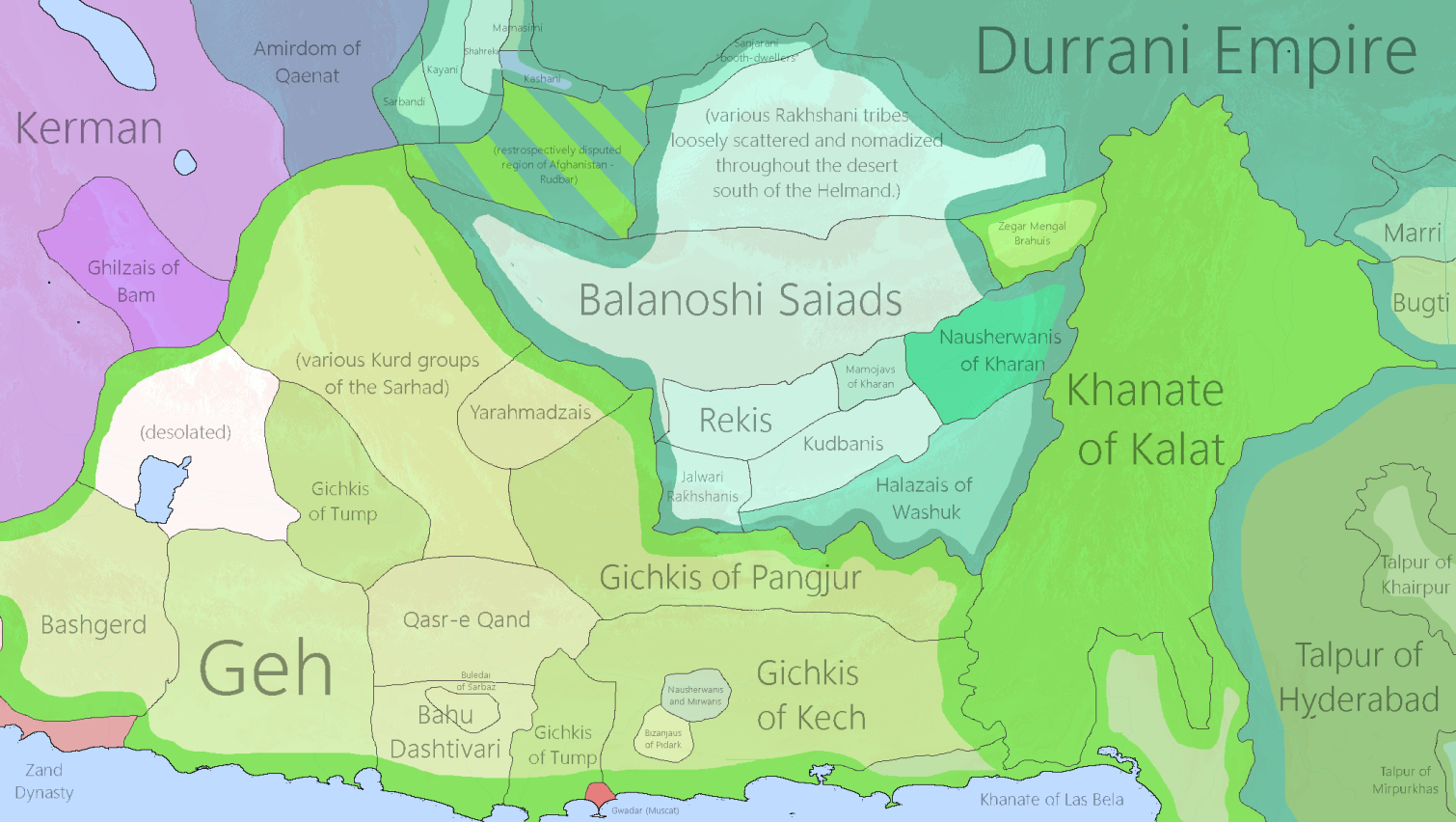
مطابق با تصویر بخشی از ناحیه واشک با عنوان «ریکی» جزء ایالت‌های تابع دولت خانات کلات بود که تحت تسلط طایفه ریگی به صورت کنفدراسیونی قبایلی اداره می‌شد.

از نظر سیاسی این طایفه در سیاست تاریخ معاصر بلوچستان نقش داشته و می‌توان از جنگاوران ومرد سیاست تاریخ معاصر این طایفه میر بولان ریگی را نام‌برد. میر بولان در آن موقع ریاست طایفه ریگی بود با درجه سپهسالار در نبرد کرنال در جریان فتح هندوستان توسط نادرشاه فرماندهی نیروهای بلوچ را برعهده داشت و نقش بزرگی ایفا کرد. نام شهر میرجاوه بر گرفته از نام «میر بولان» می‌باشد که نادرشاه به او اهدا کرد و به بلوچی میرجاوه به معنی «جایگاه میر» (سکونتگاه امیر) است و به همین موضوع تاریخی اشاره دارد.
بیشتر زمین‌هایی که در بلوچستان این طایفه به ارث برده‌اند از روی سیاست حکومتی بوده، چنانچه برخی از بزرگان طایفه در بیشتر دوره‌های سلطنتی با پادشاهان رفت و آمد داشته‌اند.
تاریخ قدمت طایفه ریگی بیش از هزار سال می‌باشد در کتاب تاریخ بیهقی در ذکر ولایت مکران از طایفه ریگی نام برده شده است به این مضمون: چون والی مکران یعنی معدان وفات می‌کند میان دو فرزندش ابوالعسکر و عیسی بر سر جانشینی درگیری ایجاد شده که برادر مخلوع با پناهده شدن به دربار سلطان غزنوی زمینه جنگ بین دربار و والی مکران را ایجاد می‌کند در این کارزار طایفه ریگی با کمک طایفه کیچ و مکرانی به حمایت از عیسی با لشکر غزنوی درگیر می‌شود.
در کتاب منم تیمور جهانگشا نیز از طایفه ریگی نام برده شده است و همچنین نامه‌ای به مهر کریم خان زند که برای میراحمدخان ریگی نوشته شده است.
طایفه ریگی از اولین ساکنان زاهدان که در گذشته دزآپ نام داشته، است. در دهه ۱۳۰۰ از ملک سیاه کوه تا مرز میرجاوه و خاش در دست طایفه ریگی قرار داشت.
در دوره استعمار انگلیس رجینالد ادوارد هری دایر افسر بریتانیایی در بلوچستان و در سرحد با سرداران بلوچ حدود ۵ سال جنگید. وقوع اتفاقات آن دوره در کتاب مهاجمان سرحد ثبت گردیده است. سرداران طایفه ریگی و دیگر اقوام و طوایف بلوچ در این نبرد سخت با انگلیس حصور داشتند.

## تیره‌های طایفه ریگی
طایفه ریگی بیش از ۱۸ تیره دارد که مهم‌ترین آنها عبارت‌اند نتوزهی، بولاکزهی، گنگو زهی، حسین بر، میرکازهی، نصرویی، سندزهی، جریزهی، زنگیزهی، بهادرزهی، عیسی زهی، شه کرم زهی، عبدالله زهی، شنبه زهی، خوبیارزهی، گزویی، جلائی و…
ریگی‌ها از سه تیره حسین، گنگو و نتو مشتق شده‌اند.
سردارعزیز احمد خان فرزند سردار بشیر احمد امورطایفه را در دست دارد وی نوه یکی از نامدارترین رجال طایفه ریگی به نام سردار مهرالله خان است. که نام و آوازه بسیار خوبی در طایفه و در کل ایران و علل خصوص در نزد دیگر اقوام بلوچ دارد.

## مشاهیر طایفه ریگی
میر بولان فرمانده ارتش نادر که در فتح هند نقش مهمی داشت. به دلیل زیرکی و نقش مهم وی در زمینه فتح هندوستان به او لقب میر بولان داده شد. نام میرجاوه در زبان بلوچی به معنی «جایگاه میر» (سکونتگاه امیر) است و به همین موضوع تاریخی اشاره دارد.
از جمله سرداران نامی طایفه ریگی عیدوخان، نواب خان، سردار مهرالله خان، میرزاخان، سروان خلیل خان، هوشنگ خان، سرگرد خداداد، حاجی شندی، گلمیرخان فرزند میربهادر، سردار تاج محمدخان، سردار بشیراحمدخان و در حال حاضر سردار حاج عزیزاحمدخان ریگی می‌توان نام برد.
در انتخابات دوره هفدهم مجلس شورای ملی که در سال ۱۳۳۰ انجام شد اعضای حزب ایران از مراد ریگی حمایت کردند. در آن دوره بلوچستان و زاهدان فقط یک نماینده سهمیه داشت.